# 木兰诗篇
《木兰诗篇》是中国人民解放军总政治部歌舞团公演的大型歌剧，题材来自在中国家喻户晓的木兰从军故事，由著名歌唱家彭丽媛首演，后来主演过木兰的两位女演员是雷佳和谭晶。《木兰诗篇》自2004年在北京首演之后，曾先后在美国纽约、奥地利维也纳和日本东京三次海外公演。